# Coenosia shennonga
Coenosia shennonga este o specie de muște din genul Coenosia, familia Muscidae, descrisă de Xue în anul 1997. Conform Catalogue of Life specia Coenosia shennonga nu are subspecii cunoscute.